# Галактичний фонд піклування
«Галактичний фонд піклування» (англ. Galactic Chest) — науково-фантастичне оповідання Кліффорда Сімака, вперше опубліковане журналом «Science Fiction Stories» в серпні 1956 року.

## Сюжет
Журналіст провінційної газети, отримавши від редактора нагоняй за безініціативнійсть, скомпонував з недавніх неоднозначних фактів, сенсаційну історію про домовиків.
Історія сподобалась читачам і знайшла відголос в урядових службовців, що слідкували за прибульцями.
Однієї ночі він своїми очима побачив, як декілька десятків прибульців подібних на домовиків наводили лад у нього на подвір'ї.
Він дійшов до думки, що більш розвинуті прибульці вирішили допомагати людям не технологіями, а турботою, яка була їм більше потрібною.
З того часу «домовики» навмисно потрапляли в мас-медіа, бажаючи сформувати позитивне враження про себе, для повторної спроби контакту з людьми у майбутньому. 